# Lubao
Lubao is een gemeente in de Filipijnse provincie Pampanga op het eiland Luzon. Bij de laatste census in 2007 had de gemeente ruim 143 duizend inwoners.

## Geografie

### Bestuurlijke indeling
Lubao is onderverdeeld in de volgende 44 barangays:
| - Balantacan - Bancal Pugad - Bancal Sinubli - Baruya - Calangain - Concepcion - De La Paz - Del Carmen - Don Ignacio Dimson - Lourdes - Prado Siongco - Remedios - San Agustin - San Antonio - San Francisco | - San Isidro - San Jose Apunan - San Jose Gumi - San Juan - San Matias - San Miguel - San Nicolas 1st - San Nicolas 2nd - San Pablo 1st - San Pablo 2nd - San Pedro Palcarangan - San Pedro Saug - San Roque Arbol - San Roque Dau - San Vicente | - Santa Barbara - Santa Catalina - Santa Cruz - Santa Lucia - Santa Maria - Santa Monica - Santa Rita - Santa Teresa 1st - Santa Teresa 2nd - Santiago - Santo Cristo - Santo Domingo - Santo Niño - Santo Tomas |

## Demografie
Lubao had bij de census van 2007 een inwoneraantal van 143.058 mensen. Dit zijn 17.359 mensen (13,8%) meer dan bij de vorige census van 2000. De gemiddelde jaarlijkse groei komt daarmee uit op 1,80%, hetgeen lager is dan het landelijk jaarlijks gemiddelde over deze periode (2,04%). Vergeleken met de census van 1995 is het aantal mensen met 33.391 (30,4%) toegenomen.

De bevolkingsdichtheid van Lubao was ten tijde van de laatste census, met 143.058 inwoners op 155,77 km², 704 mensen per km².